# ニーグリップ
ニーグリップ(Knee Grip)とはクルーザー、スクーター、モペッド、電動自転車以外のオートバイ、サイドカーに乗車する際の基本的な姿勢の一つで、膝を中心とした内股全体で燃料タンクを挟むことで下半身を安定して保持することである。

## 概要
教習所の技能講習においてもクルーザー、スクーター、モペッド、電動自転車以外のオートバイの乗車姿勢の基本として教えられていて、下半身を固定することで上体は過度に緊張せず、ハンドル操作や体重移動を円滑に行うことができる。膝だけをタンクに押し付けるのではなく、膝から下の脚全体を車体に寄せ、足は爪先の方向を車体と平行に保ちながら踵を車体に押し付けると、内股の緊張も少ない安定したニーグリップになる。立った状態で爪先を若干内側に向けて腰を下ろすと自然と膝が内側に閉じるが、これをバイクのステップ上で行うイメージである。
オートバイの燃料タンクあるいはダミータンクは、鋼板や硬質プラスチックなどの硬い材質で作られていて、膝の当たる部分は平滑な形状になっている。確実かつ快適なニーグリップができるように、車種によっては膝の当たる部分に、エラストマーなどの滑りにくくて弾力性のある材質で作られたニーグリップパッドが貼られているものもある。また、汎用のニーグリップパッドも製品化されている。